# XO-15觀察機
Keystone XO-15是一架由基斯通飛機公司為美國陸軍航空兵團製造的觀察機原型機。該機於1930年首飛，並只製造了一架原型機，隨後計畫取消。